# Moses Leo
Moses Leo (11 de agosto de 1997) é um jogador de rugby neozelandês, que joga na posição de back.

## Carreira
Leo foi nomeado para o time All Blacks Sevens para os Jogos da Commonwealth de 2022 em Birmingham. Ele ganhou uma medalha de bronze no evento. Ele fez parte do time para a Copa do Mundo de Rugby Sevens na Cidade do Cabo e ganhou uma medalha de prata depois que seu time perdeu para Fiji na final da medalha de ouro. Também foi selecionado para integrar a seleção nacional nos Jogos Olímpicos de Verão de 2024.